# Return to the 36 Chambers: The Dirty Version
Return to the 36 Chambers: The Dirty Version – pierwszy solowy album amerykańskiego rapera Ol’ Dirty Bastarda, członka Wu-Tang Clanu. Album ukazał się w sprzedaży 28 marca 1995 nakładem wytwórni Elektra Records. Za produkcję głównie odpowiada RZA.

## Lista utworów
Opracowano na podstawie źródła.
| #  | Tytuł                                           | Gościnnie                                                  | Producent                     | Czas |
| -- | ----------------------------------------------- | ---------------------------------------------------------- | ----------------------------- | ---- |
| 1  | „Intro”                                         |                                                            | RZA                           | 4:47 |
| 2  | „Shimmy Shimmy Ya”                              |                                                            | RZA                           | 2:41 |
| 3  | „Baby C'mon”                                    |                                                            | RZA                           | 3:26 |
| 4  | „Brooklyn Zoo”                                  |                                                            | True Master Ol’ Dirty Bastard | 3:37 |
| 5  | „Hippa to da Hoppa”                             |                                                            | RZA                           | 3:01 |
| 6  | „Raw Hide”                                      | Raekwon Method Man                                         | RZA                           | 4:02 |
| 7  | „Damage”                                        | GZA                                                        | RZA 4th Disciple              | 2:47 |
| 8  | „Don't U Know”                                  | Killah Priest                                              | RZA                           | 4:26 |
| 9  | „The Stomp”                                     |                                                            | Ol’ Dirty Bastard             | 2:22 |
| 10 | „Goin' Down”                                    |                                                            | RZA                           | 4:19 |
| 11 | „Drunk Game (Sweet Sugar Pie)”                  |                                                            | Ethan Ryman Ol’ Dirty Bastard | 4:20 |
| 12 | „Snakes”                                        | Killah Priest RZA Masta Killa Buddha Monk                  | RZA                           | 5:26 |
| 13 | „Brooklyn Zoo II (Tiger Crane)”                 | Ghostface Killah                                           | RZA                           | 7:20 |
| 14 | „Proteck Ya Neck II In The Zoo”                 | Brooklyn Zu Prodigal Sunn Killah Priest 60-Second Assassin | RZA                           | 4:00 |
| 15 | „Cuttin' Headz”                                 | RZA                                                        | RZA                           | 2:28 |
| 16 | „Dirty Dancin'” (dodatkowy utwór – tylko na CD) | Method Man                                                 | RZA                           | 2:42 |
| 17 | „Harlem World” (dodatkowy utwór – tylko na CD)  |                                                            | Big Dore                      | 6:15 |